# Morena Celarié
Morena Celarié (barrio San José, San Salvador, 20 de abril de 1922 - Puerta del Diablo, Panchimalco, 22 de abril de 1972) fue una bailarina salvadoreña de danza folclórica. 
Desde la edad de cuatro años, Celarié formó parte de grupos de danza colegiales, y con el paso de los años era muy solicitada en diversos actos culturales. Su destreza llamó la atención de diversas personalidades, tales como María de Sellarés quien la invitó a actuar en Guatemala, o Luis Marné, quien la filmó para una película que tuvo como escenario la finca Modelo de San Salvador y de la cual la revista National Geographic realizó un artículo.
También obtuvo una beca para realizar estudios de coreografía en la Ciudad de México en el Palacio de Bellas Artes, y logró dirigir un grupo de 300 alumnos quienes en una de sus presentaciones bailaron La Suaca del salvadoreño Cándido Flamenco.
El 14 de abril de 1961, por iniciativa de su madre la profesora Carmela Noriega de Canjura, formó un grupo de danza al que llamó “Grupo Morena Celarié”. Entre los miembros fundadores de este grupo estuvieron:
- Tomasa Cuestas Paz.
- Irma Méndez
- Victoria Jovel Dueñas.
- Lilian Jovel Dueñas.
- Salvador Jovel Dueñas.
- Mauricio Paredes.
- Vicente Aguiluz.
- Aquiles Amaya.
- Rubén Silva.
- José Azoategui.[3]

Asimismo, fue nombrada encargada de los actos culturales del Instituto Salvadoreño de Turismo que patrocinaba su conjunto, pero del que no recibía remuneración económica. Durante su carrera viajó por Centroamérica, Nueva York y Alemania; y en Costa Rica se le nombró como la  “Morena de Cuscatlán”. Por otra parte, destaca la figura de Morena Celarié dentro de la danza folclórica salvadoreña. Su labor coreográfica, inspirada principalmente por los acontecimientos del levantamiento campesino de 1932 y la subsiguiente discriminación contra las personas indígenas, así como en la flora y fauna local, estableció las bases para la creación de su técnica de danza folclórica. De igual manera, se le reconoce haber formado el primer grupo profesional de danza folclórica, en 1971, a través del Instituto Salvadoreño de Turismo (ISTU). Además, la Escuela Nacional de Danza de El Salvador lleva su nombre desde 1987 por decreto legislativo.

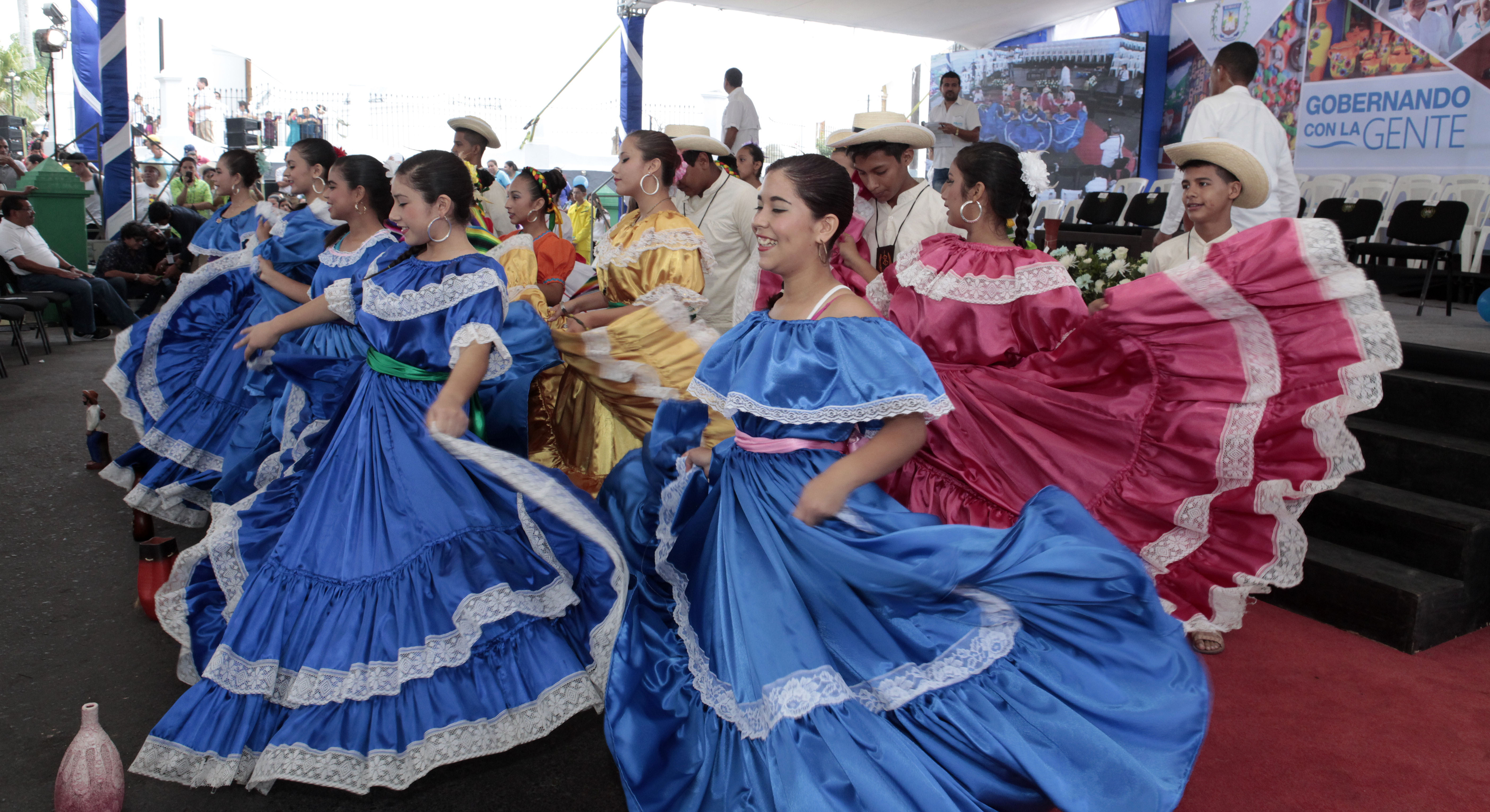
Academia de Danza Folklórica Salvadoreña

En El Salvador fundó la Academia de Danza Folklórica; y además fue miembro del  Ateneo Salvadoreño de Mujeres, la Liga Femenina Salvadoreña, la Asociación de Muchachas Guías de El Salvador y la Secretaría Adjunta para El Salvador de la Confederación Centroamericana de Folclor. Por otro lado, acostumbraba vestir de blanco como una promesa hecha a la Virgen de Guadalupe por haberle curado de una parálisis en las piernas, de la que adoleció en su niñez. Celarié expresó estas palabras acerca de su arte:

«Soy bailarina por naturaleza, y no hay duda que bailé en el vientre de mi madre, desde antes de nacer».

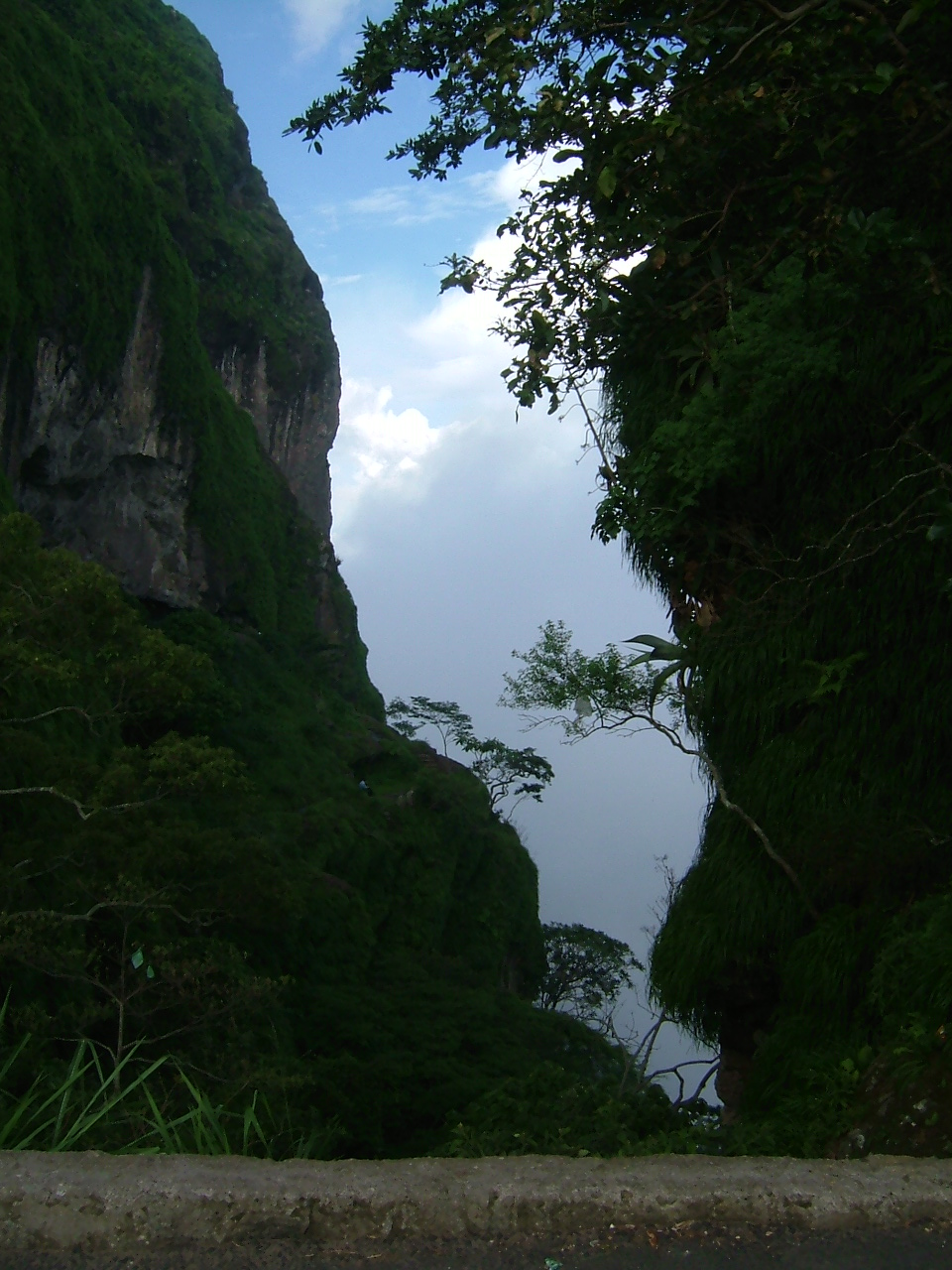
La Puerta del Diablo distrito de Panchimalco, departamento de San Salvador, El Salvador.

El 22 de abril de 1972 apareció el cuerpo sin vida de Morena Celarié al fondo del precipicio de la Puerta del Diablo en el municipio de Panchimalco junto a otro cadáver; no existe certeza de la causa de muerte de la bailarina, ya que se manejan dos versiones: que ella misma decidió quitarse la vida debido a la depresión que la aquejaba, ya que había perdido dinero que servía para mantener su grupo de baile debido a la situación económica adversa generada por la guerra contra Honduras del año 1969; o que fue asesinada tras recibir un balazo en la espalda y posteriormente lanzada al vacío, como está asentado en el expediente judicial. Se dice que Celarié había desaparecido dos días antes en la fecha de su cumpleaños. Sus restos se encuentran en el Cementerio de Los Ilustres de San Salvador.
En su honor la Escuela Nacional de Danza de El Salvador lleva su nombre por Decreto Legislativo del 6 de junio de 1987.